# Saint-Aquilin-de-Pacy
Saint-Aquilin-de-Pacy és un municipi francès situat al departament de l'Eure i a la regió de Normandia. L'any 2007 tenia 560 habitants.

## Demografia

### Població
El 2007 la població de fet de Saint-Aquilin-de-Pacy era de 560 persones. Hi havia 244 famílies de les quals 80 eren unipersonals (52 homes vivint sols i 28 dones vivint soles), 60 parelles sense fills, 76 parelles amb fills i 28 famílies monoparentals amb fills.
La població ha evolucionat segons el següent gràfic:
Habitants censats

### Habitatges
El 2007 hi havia 267 habitatges, 245 eren l'habitatge principal de la família, 11 eren segones residències i 11 estaven desocupats. 190 eren cases i 71 eren apartaments. Dels 245 habitatges principals, 149 estaven ocupats pels seus propietaris, 89 estaven llogats i ocupats pels llogaters i 7 estaven cedits a títol gratuït; 5 tenien una cambra, 41 en tenien dues, 50 en tenien tres, 57 en tenien quatre i 92 en tenien cinc o més. 134 habitatges disposaven pel capbaix d'una plaça de pàrquing. A 116 habitatges hi havia un automòbil i a 95 n'hi havia dos o més.

### Piràmide de població
La piràmide de població per edats i sexe el 2009 era:
| Homes | Edats   | Dones |
| ----- | ------- | ----- |
| 0     | 95 o +  | 0     |
| 4     | 90 a 94 | 0     |
| 0     | 85 a 89 | 4     |
| 4     | 80 a 84 | 8     |
| 16    | 75 a 79 | 12    |
| 8     | 70 a 74 | 12    |
| 4     | 65 a 69 | 12    |
| 12    | 60 a 64 | 8     |
| 8     | 55 a 59 | 16    |
| 28    | 50 a 54 | 12    |
| 24    | 45 a 49 | 24    |
| 24    | 40 a 44 | 20    |
| 24    | 35 a 39 | 28    |
| 8     | 30 a 34 | 4     |
| 32    | 25 a 29 | 24    |
| 24    | 20 a 24 | 8     |
| 24    | 15 a 19 | 16    |
| 20    | 10 a 14 | 24    |
| 8     | 5 a 9   | 12    |
| 4     | 0 a 4   | 20    |

## Economia
El 2007 la població en edat de treballar era de 368 persones, 285 eren actives i 83 eren inactives. De les 285 persones actives 256 estaven ocupades (140 homes i 116 dones) i 29 estaven aturades (13 homes i 16 dones). De les 83 persones inactives 27 estaven jubilades, 21 estaven estudiant i 35 estaven classificades com a «altres inactius».

### Ingressos
El 2009 a Saint-Aquilin-de-Pacy hi havia 238 unitats fiscals que integraven 539 persones, la mediana anual d'ingressos fiscals per persona era de 19.150 €.

### Activitats econòmiques
Dels 40 establiments que hi havia el 2007, 2 eren d'empreses de fabricació d'altres productes industrials, 3 d'empreses de construcció, 11 d'empreses de comerç i reparació d'automòbils, 1 d'una empresa de transport, 5 d'empreses d'hostatgeria i restauració, 1 d'una empresa financera, 2 d'empreses immobiliàries, 11 d'empreses de serveis, 2 d'entitats de l'administració pública i 2 d'empreses classificades com a «altres activitats de serveis».
Dels 14 establiments de servei als particulars que hi havia el 2009, 4 eren tallers de reparació d'automòbils i de material agrícola, 1 taller d'inspecció tècnica de vehicles, 1 establiment de lloguer de cotxes, 1 paleta, 2 electricistes, 1 perruqueria, 1 veterinari, 2 restaurants i 1 agència immobiliària.
Dels 2 establiments comercials que hi havia el 2009, 1 era un hipermercat i 1 una botiga d'electrodomèstics.
L'any 2000 a Saint-Aquilin-de-Pacy hi havia 5 explotacions agrícoles.

## Equipaments sanitaris i escolars
El 2009 hi havia una escola elemental integrada dins d'un grup escolar amb les comunes properes formant una escola dispersa.

## Poblacions més properes
El següent diagrama mostra les poblacions més properes.